# 人中之龍8外傳 Pirates in Hawaii
《人中之龍8外傳 Pirates in Hawaii》（副标题又译作）是SEGA開發及發行的動作冒險遊戲，為《人中之龍系列》外傳遊戲，故事延續2024年遊戲《人中之龍8》，並由該系列主人公之一的真島吾朗擔任本作主角 。遊戲原定預計於2025年2月28日在Microsoft Windows、Steam、PlayStation 4、PlayStation 5、Xbox One和Xbox Series X/S發售，但在2024年10月18日發布第二部預告影片中，宣布提前一週，改在2025年2月21日發售。

## 概要
本作發生在『人中之龍8』的半年後、是描述喪失記且漂流到孤島海灘的真島吾朗成為海盜為了追求財寶而進行冒險、做為人中之龍系列的異色海盜遊戲。作為真島單獨作為主角的作品、是自『人中之龍極2』の追加劇情「真島吾朗的真實」以來。
本作的配角、除了有演員‧青木崇高、谷田步、搞笑三人組・羅伯特的秋山龍次以臉部擷取的方式登場演出外、歌手‧初夏優香以及演員‧大東駿介則以配音員登場。然後、先於本作發表前舉辦的「港區系女子選秀」中5名合格者也都有在遊戲內登場。
本作遊戲舞台、除了前作登場的檀香山外、作為新地圖，有真島漂流到的孤島「里奇島」以及、犯罪組織彼此共存的秘密島嶼「瘋狂蘭提斯」登場。

## 故事大綱
人中之龍8事件過後半年，曾與桐生一馬共同在千禧年塔中並肩作戰的真島吾朗在睜開眼睛後，卻發現自己因為船難而與船骸一起漂流到一個荒涼小島的海灘上。
此時失去記憶而想不起來自己名字的真島，就這樣被一名叫做諾亞‧里奇的少年所救，接著真島也因為這樣突然成為吾朗海盜團的船長。為了找回自己的記憶以及傳說的寶藏，吾朗決定與諾亞一起向廣闊的大海出航，但同時他們也要面對其他對於傳說的寶藏虎視眈眈的海盜們。

## 登場人物
和人中之龍系列作一樣，部分角色的面貌以配音的演員為原型而製作出來。
主角
真島吾朗 - 宇垣秀成
前東城會直系真島組組長。有「嶋野的狂犬」之稱。因為不明的原因遭遇船難而漂流到某個荒涼小島上，並因此失去自己的記憶。
吾朗海盜團
諾亞‧里奇 - 初夏優香
與父親一起住在里奇島的少年，有一個長著像是老虎且名叫吾朗的寵物，憧憬著島外的世界，並希望能早日離開狹小的里奇島去外面進行探險。
某日在海灘上意外拯救了遇難而失憶的真島，並答應他要帶他離開島上，是真島的第一個同伴，亦是真島海盜團的第一個成員。
個性明快爽朗，冒險心旺盛，隨著海盜團一同前往許多島嶼，瘋狂蘭提斯、檀香山之後逐漸從孩子成長為可靠且值得信賴的夥伴。
對父親持續把他束縛在里奇島很不滿，但在兩人一同冒險後關係有所改善，並逐漸嚮往著埃斯佩蘭薩的財寶。
吾朗- 中谷一博
諾亞的寵物兼好搭檔。是他在島上發現的。雖然看起來像是貓，但臉型還有身上的條紋卻看起來像是老虎。
傑森‧里奇 - 松田賢二
諾亞、娜歐蜜和莫娜的父親，在里奇島上經營酒吧。雖然是個酒鬼，但也是一名對於大海有著豐富知識的寶藏獵人。
外表粗魯不修邊幅，實際上心思細膩，擅長靠蠻力的格鬥技巧，第三名被延攬加入真島海盜團的船員，亦是團中的航海士。
過去曾為了治療諾亞的疾病並找出埃斯佩蘭薩的財寶，參與瘋狂蘭提斯的海盜競技賽，卻因為船員倒戈失去船隻與船員，自此不再相信他人。
受到真島的請求而回到海上後，逐漸變回原本那名爽朗、豪邁，熱愛大海的男人，並以船長左右手的身分全力幫助真島海盜團開疆拓土。
藤田勝 - 秋山龍次
是一個待過許多海盜船的傑出海上廚師，還在船上兼任保鑣，過去是傑森的夥伴，後來在盤據里奇島的收藏手傑克手下工作。
看起來孔武有力，個性卻幾乎能以怪人來形容，有會生吃蝙蝠與洗澡會洗兩個多鐘頭的奇特之處，是第二名被延攬加入真島海盜團的船員。
頭腦異常精明，對於金錢的事情非常在意，被傑森評價＂手頭緊時會想方設法偷取想要的東西＂，因此不太被信賴。
似乎有瞞著眾人的隱情......
敵手
莫提默 - 大東駿介
莫提默海盜圖團長。長相俊美並充滿領袖魅力，吸引著團員們為他死心踏地工作。也是支配瘋狂蘭提斯的其中一名首領
米雪爾女王 - 朴璐美
在瘋狂蘭提斯率領最大犯罪組織的海盜女王，與莫提莫以及雷蒙德共同支配瘋狂蘭提斯。年輕時以交際花之姿在地下社會聲名大噪。因為熱衷貴族運動而創造了海戰賭博 —— 海盜競技場。身邊總是有大批手下在保護她。
雷蒙德・勞 - 田中美央
有海盜王之稱的壯漢。與蜜雪兒女王以及莫提默共同支配瘋狂蘭提斯，負責營運女王策劃的海盜競技場，並使其發展成涉及龐大金流的盛大活動。
臉模和英語配音均來自於知名的職業摔角手‧薩摩亞·喬。
前東城會成員
冴島大河 - 小山力也
真島的拜把兄弟，也是前東城會直系冴島組組長。擁有「18名黑道殺手」的稱號。本作因為某個理由而來到檀香山找尋真島。
南大作（声 - 石川英郎）
西田（声 - 岡井カツノリ）
春日一番 - 中谷一博
前東城會荒川組若眾，現為橫濱的英雄，他在一旁聽完後正在質疑真島的海盜故事。
志垣輝彥 - 青木崇高
前東城會直系志垣組組長。胸懷大志的前黑道，目前在受核能污染的聶雷島上工作。
里奇島居民
莫娜‧里奇 - 上田麗奈
諾亞的姊姊，傑森的次女，也是酒吧的鎮店之花。每天都在吧台勤奮工作。讓生意不好的酒吧能因此勉強經營下去。平時非常疼愛弟弟諾亞，兩人的關係也甚為融洽
檀香山居民
左輪手槍酒吧店長 - 城岡祐介
小惠 - kson
帕雷卡納
羅德里奎茲 - 谷田步
帕雷卡納教團的信徒。配戴著大劍，守護著聶雷島的強力戰士。
其他人
娜歐蜜‧里奇 - 日笠陽子
諾亞以及莫娜的姐姐，傑森的長女，去檀香山念大學後突然失蹤，連傑森都無法知悉他的下落。某日卻突然出現在來到瘋狂蘭提斯的真島以及諾亞等人面前。
斯帕德·塔克 - 麦人
牛肉船長 - 牛沢
美咲
港區系女子
Enako
霧島聖子
石川利恵
澀谷果步
本鄉愛

## 遊戲系統

### 戰鬥方式
本作中，在戰鬥時可以適時切換「狂犬」或是「海盜」兩種新風格進行遊玩。
「狂犬」
是展現了「嶋野的狂犬」特色的戰鬥風格。除了以拳頭以及腳踢等徒手的攻擊為主外，也加能使用真島代表性武器也就是匕首進行攻擊。
「海盜」
本作出現的新戰鬥風格。是能夠靈活運用兩把彎刀進行雙刀流進行攻擊，還可以使用火槍、繩索、迴力鏢等多樣的海盜武器應戰。

### 娛樂設施
電玩中心＆Master System
電玩中心新增水中射擊遊戲「The Ocean Hunter」
Master System收錄新遊戲「Poseidon Wars 3-D」、「太空哈利3D」、「Star Jacker」

## 遊戲舞台
里奇島
是失憶的真島漂流到的荒涼小島，鄰近夏威夷。諾亞與他的家人都住在這個島上，雖然島上居民大多從事漁業，但不知為何卻有一群像是大航海時代的海盜們盤據在這個島上。
檀香山
『8』中初次登場、夏威夷最大都市。有伊勢佐木異人町的3倍大、是人中之龍系列最大的地圖。
聶雷島
『8』中登場、是夏威夷最大宗教團體「帕雷卡納」的聖地。前作中因為教主布萊斯的計畫、所以地下洞窟內被運入大量的放射性廢棄物。本作中也因此引起放射能外洩到周遭海域的騷動、為了可以安全處理這些放射性廢棄物，因此從日本過來一百名流氓到訪。
瘋狂蘭提斯
是一個類似船隻墳場的地點，並因此建立了一個巨大的歡樂街，聚集了許多黑幫與海盜，還有娛樂設施。另外，此處也有一座讓海盜們互相鬥爭的「海盜鬥技場」。

## 故事章節
故事的所有章節名字均取自英美小說家的航海題材的名著小說：
第一章 漂流記 （取自丹尼爾·笛福的《魯賓遜漂流記》）
第二章 黑暗之心 （取自約瑟夫·康拉德的《黑暗的心》）
第三章 老人與海 （取自歐內斯特·海明威的《老人與海》）
第四章 金銀島 （取自羅伯特·路易斯·史蒂文森的《金銀島》）
最終章 白鯨記 （取自赫爾曼·梅爾維爾的《白鯨記》）

## 評價
「法米通」的齋藤モゲ對於本作評倫是比起本傳作品，為了可以讓人輕鬆遊玩，還將發售日提前一周，這是正確的作法、並闡述關於故事劇情「喪失記憶真島吾朗來到海盜世紀就像是異世界轉生的作品」一樣有趣。

## 外部連結
- 官方网站